# Gostycyn (gemeente)
De gemeente Gostycyn is een landgemeente in het Poolse woiwodschap Koejavië-Pommeren, in powiat Tucholski.
De zetel van de gemeente is in Gostycyn.
Op 30 juni 2004 telde de gemeente 5185 inwoners.

## Oppervlakte gegevens
In 2002 bedroeg de totale oppervlakte van gemeente Gostycyn 136,15 km², waarvan:
- agrarisch gebied: 61%
- bossen: 29%

De gemeente beslaat 12,66% van de totale oppervlakte van de powiat.

## Demografie
Stand op 30 juni 2004:
| Omschrijving                   | Totaal | Totaal | Vrouwen | Vrouwen | Mannen | Mannen |
| ------------------------------ | ------ | ------ | ------- | ------- | ------ | ------ |
| eenheid                        | aantal | %      | aantal  | %       | aantal | %      |
| inwoners                       | 5185   | 100    | 2599    | 50,1    | 2586   | 49,9   |
| bevolkingsdichtheid (inw./km²) | 38,1   | 38,1   | 19,1    | 19,1    | 19     | 19     |

In 2002 bedroeg het gemiddelde inkomen per inwoner 1603,03 zł.

## Administratieve plaatsen (sołectwo)
Bagienica, Gostycyn, Łyskowo, Mała Klonia, Pruszcz, Przyrowa, Wielka Klonia, Wielki Mędromierz.

## Overige plaatsen
Kamienica, Świt, Żółwiniec, Motyl.

## Aangrenzende gemeenten
Cekcyn, Kęsowo, Koronowo, Lubiewo, Sępólno Krajeńskie, Sośno, Tuchola